# Competition Pro

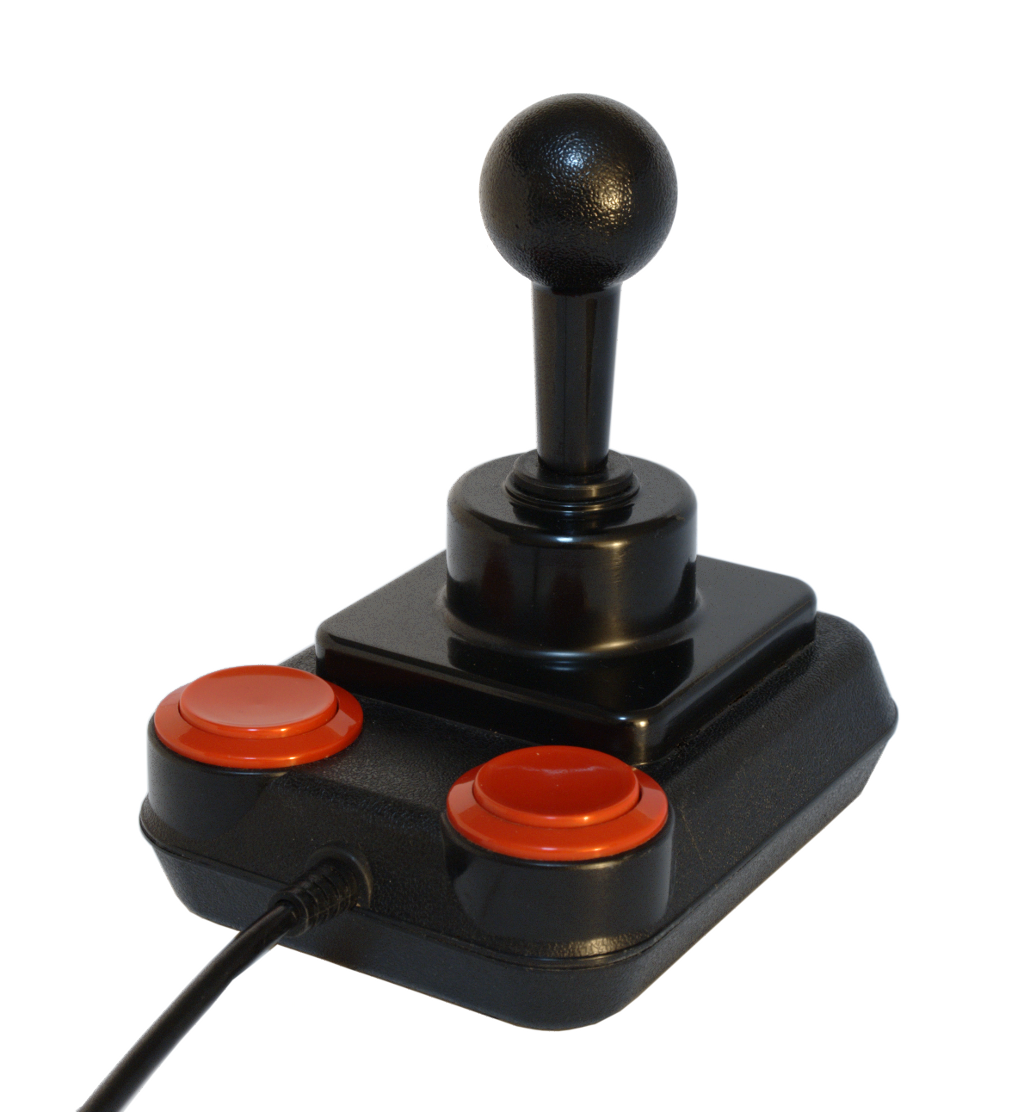
Urversion des Competition Pro

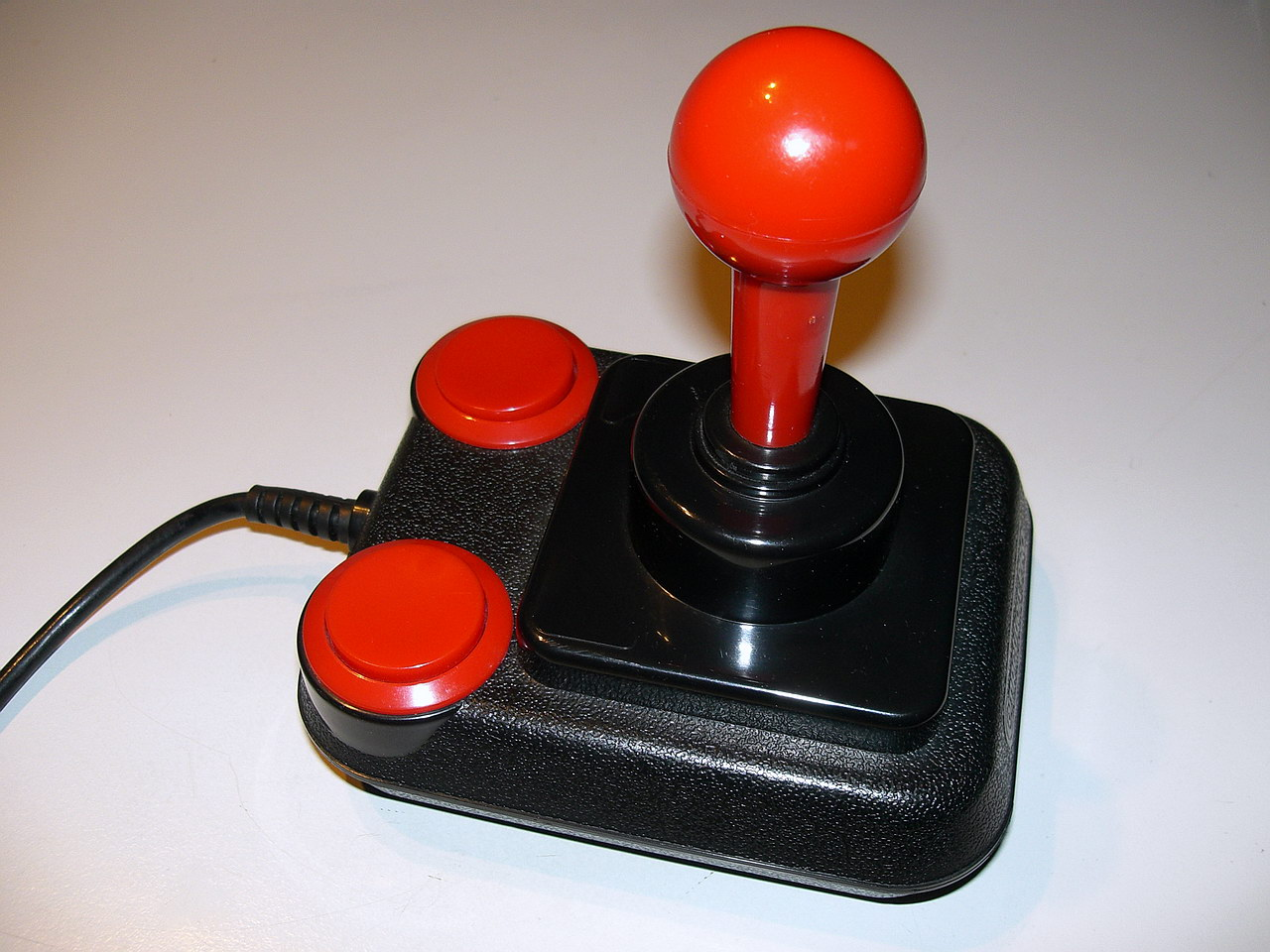
Competition-Pro-Joystick

Der Competition Pro ist eine Serie von digitalen Joysticks des Herstellers Kempston Micro Electronics  für klassische Computersysteme wie C64 und Amiga von Commodore oder die Geräte von Atari und Schneider. Für PCs gibt es auch eine USB-Variante des Competition Pro.

## Überblick
Das Wort „Competition“ stammt aus dem Englischen und bedeutet „Wettkampf“. Der Competition Pro soll also einen für den Wettkampf geeigneten Joystick darstellen. Die Form von Steuerknüppel und Feuertasten ist eng an die der Spielhallenkonsolen seiner Zeit angelehnt. Die Bezeichnung „Pro“ (professionell) suggeriert, dass es auch andere Versionen gebe, war jedoch Teil der Bezeichnung für die gesamte Serie. Das Modell Competition Pro 5000 war bei der Markteinführung 1983 das einzige erhältliche. Die ersten Exemplare verfügten noch über konventionelle Metallzungen-Kontakte für Feuertasten und Richtungsangaben, die durch Verschleiß oft zu unterschiedlich langen Kontaktwegen führten oder komplett ausfielen. Zu seinem Ruhm kam der Competition Pro durch die bei späteren Versionen verwendeten Mikroschalter, die ihn extrem robust, präzise und damit wahrlich wettkampftauglich machten.

## Konstruktion

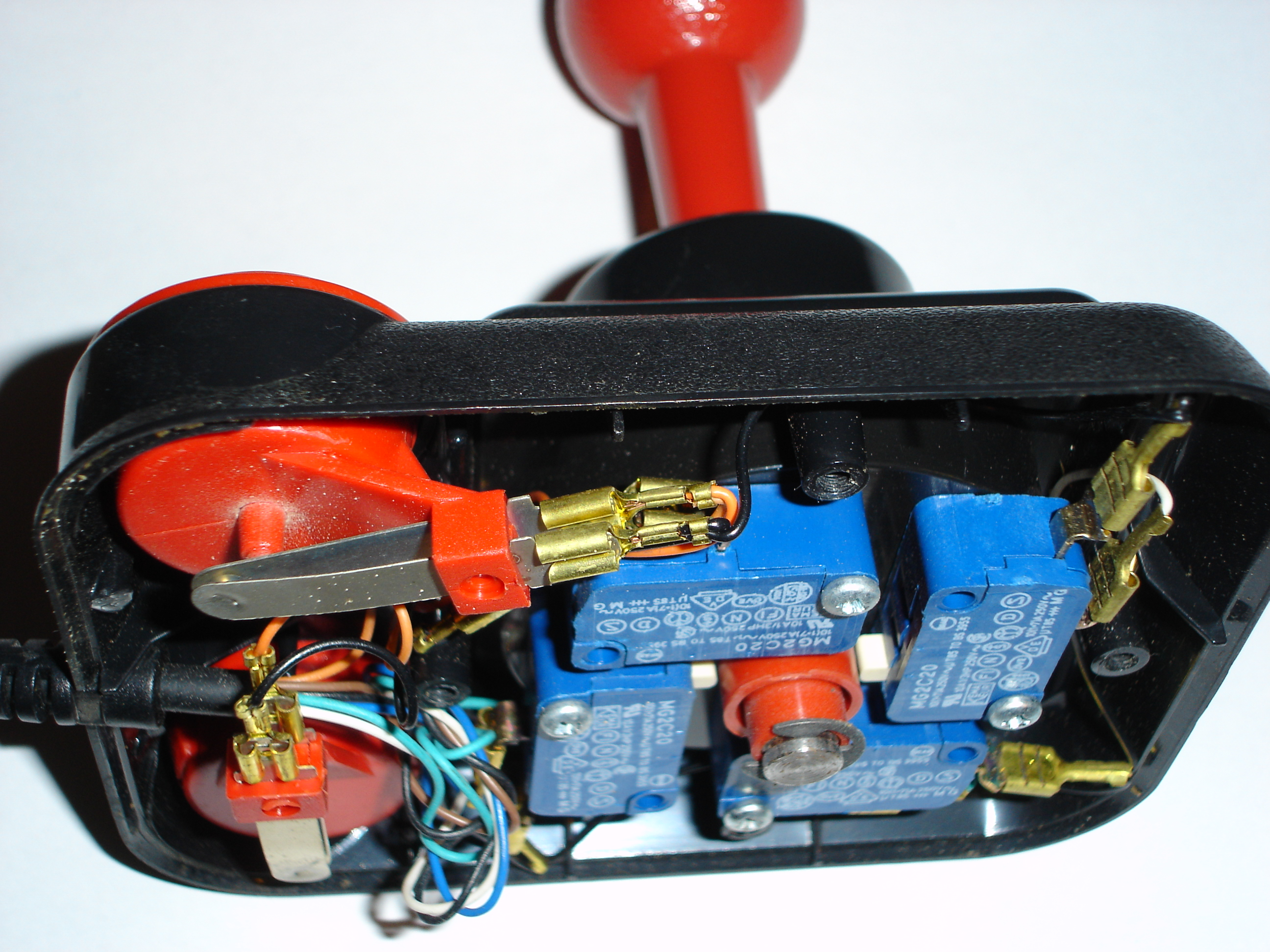
Blick ins Innere der zweiten Modellserie. In Blau die vier Mikroschalter zur Steuerung der Richtung. Links die Metallzungen der Feuerknöpfe, wo die jeweils untere Zunge durch manuellen Eingriff näher an ihr Gegenstück herangebogen wurde.

Der Competition Pro hat ein robustes Gehäuse, in dem bei den ersten Exemplaren des Competition Pro 5000 noch Metallzungenkontakte über den Stick betätigt wurden. Die Feuertasten schalteten ebenfalls über Metallzungenkontakte. Die Nullstellung des Sticks wurde über eine dicke Gummischeibe in der Aufnahme des Gehäuses gelöst.
Diese Technik war noch sehr anfällig, denn oft brachen die Metallzungen der Kontakte ab oder gaben keinen präzisen Kontakt mehr. Ein entscheidender Vorteil der Metallzungen gegenüber den späteren Varianten mit Mikroschaltern war jedoch, dass diese mit weniger Kraftaufwand und dadurch viel schneller zu bedienen waren und somit eine höhere Feuergeschwindigkeit erreicht wurde. Auch war es möglich, durch manuellen Eingriff den Abstand der Zungen zueinander durch Biegen zu verringern und somit die Feuergeschwindigkeit noch zusätzlich zu erhöhen.
Die späteren und bekannteren Varianten wurden im Inneren schrittweise verändert: Zunächst wurden im Competition Pro 5000 die Kontaktgeber des Sticks durch langlebige Mikroschalter ersetzt. Ein Vorteil war dabei das hör- und spürbare Feedback der Mikroschalter, wenn ein Kontakt geschlossen wurde. Als nächste Variante wurde die Gummischeibe zur Zentrierung durch eine große Stahlfeder ersetzt. Danach ersetzte man auch bei den Feuertasten die Kontakte durch Mikroschalter.
Das meist schwarze Gehäuse blieb in seiner Form fast unverändert. Leichte Änderungen am Kabeleingang und in der Oberflächenstruktur sind aber erkennbar.

## Designvarianten
Vom Competition Pro gibt es verschiedenste Ausführungen. Das Ur-Modell des Competition Pro 5000 (sehr selten) hat ein schwarzes Gehäuse mit schwarzem Steuerknüppel und roten Feuertasten, gefolgt von einem Modell mit schwarzem Gehäuse, rotem Steuerknüppel und roten Feuertasten. Der Competition Pro Extra wurde optisch aufgewertet mit einem durchsichtigen Gehäuse und roten Bedienelementen, der Competition Pro Star mit blau-transparentem Gehäuse und verchromten Bedienelementen. Customizer bauten aus diesen Modellen auch schon mal einen Joystick mit transparentem Gehäuse und verchromten Bedienelementen, den es so nie offiziell zu kaufen gab. Weitere Designvarianten waren der Competition Pro 5000 Spezial mit grünem Stick, pinken Feuertasten und schwarzem Gehäuse mit hellen Punkten, der Competition Pro GLO Extra in Neonfarben mit halbtransparentem Gehäuse und der Competition Pro Mean Green mit giftgrünem Gehäuse sowie gelbem Stick und Feuertasten. Ende 1993 erschien zum zehnjährigen Jubiläum des Competition Pro eine Limited Jubilee Edition mit vier verschiedenen Designs in einer Gesamtauflage von 9999 Stück.
Der Competition Pro PC hatte die für Bürogeräte Ende der 1980er Jahre übliche Farbgebung mit grauen Bedienelementen und beigem Gehäuse. Bei der PC-Version des Competition Pro Star waren das Gehäuse graublau und halbtransparent sowie der Schiebeschalter und die dreieckigen Tasten in gelb gehalten, Stick und Feuertasten verchromt.
Der 1992 erschienene Competition Pro Mini entspricht optisch exakt den anderen Ausführungen des Competition Pro und war ebenfalls in unterschiedlichen Farben erhältlich, ist jedoch um rund ein Viertel verkleinert und längst nicht so stabil wie das Original. Auch die kleineren Schalter dieses Modells sind nicht so robust.
Die 2004 neu aufgelegte PC-Version mit USB-Anschluss kommt dagegen wieder im klassischen rot-schwarzen Design des ursprünglichen Competition Pro und seit kurzem auch in blau-transparenten Gehäuse mit verchromten Steuerknüppel und Feuertasten daher. Auffällig hier jedoch die zusätzlichen Feuertasten und der Autofeuerschalter durch die im Laufe der Zeit vorgenommenen technischen Veränderungen.
Zum 25. Jubiläum des Competition Pro wurde eine goldene Version herausgebracht, die auf 10.000 Stück limitiert ist.

## Funktionen
Die Funktionen sind je nach Modell unterschiedlich. Bei jedem Modell gibt es aber vorne zwei flache Feuerknöpfe und natürlich einen Steuerknüppel. Die Feuerknöpfe haben in der klassischen Version beide die gleiche Funktion (sie sind einfach parallel geschaltet), somit ist der Competition Pro für Rechts- wie für Linkshänder gleichermaßen geeignet. Bei dem Gameport-basierten PC-Modell Competition Pro PC von 1989 haben die beiden Feuerknöpfe dagegen unterschiedliche Funktionen (je nach Spiel). Beim Modell Competition Pro Extra wurde ein Schiebeschalter für Dauerfeuer, Slowmotion- oder normale Funktion ergänzt. Das Modell Competition Pro Star erhielt schließlich noch zwei weitere dreieckige Feuertasten am Sockel des Sticks, insgesamt also vier theoretisch unterscheidbare Tasten. Die dritte und vierte Taste werden oft für Dauerfeuer sowie eine Slowmotion-Funktion verwendet, dies ist aber je nach Spiel verschieden. Der Competition Pro Star erschien unter gleicher Bezeichnung auch als PC-Modell mit Gameport-Stecker.
Der Competition Pro ist ein digitaler Joystick, was bedeutet, dass die Steuerbefehle für Richtungsangaben nur als Absolutwerte, also entweder vor, links, rechts, zurück oder null, bzw. in Kombinationen diagonal rechts-vor, rechts-zurück, links-zurück und links-vor ausgegeben werden. Dagegen wird nicht unterschieden, wie weit der Joystick in eine Richtung gedrückt ist. Die Funktion ist ähnlich zu sehen wie bei einem Joypad mit Steuerknüppel.

## Anschluss
Der Joystick kann direkt an viele klassische Systeme mit 9-poligem D-Sub-Stecker nach dem vom Atari 2600 eingeführten De-facto-Standard angeschlossen werden. Darunter sind zum Beispiel die meisten Homecomputer von Commodore (VC20, C64, C128, Amiga) und Atari (2600, 7800, 800XL, ST, STE und Mega ST), aber auch Geräten von Sega, Amstrad/Schneider (Schneider/Amstrad CPC, wobei aber die Schneider-spezifische Durchschaltbuchse für den zweiten Joystick fehlt), Sinclair ZX Spectrum (benötigt zusätzliches Interface) oder Geräte in Microsofts MSX-Standard. Die Modelle C16/C116/Plus4 von Commodore haben eine Mini-DIN-Buchse zum Anschluss von Joysticks. Über einen Adapter auf D-Sub kann man den Competition Pro jedoch auch hieran benutzen.
Später existierten auch Versionen mit einem 15-poligen Gameport-Anschluss, die sich an IBM-Kompaktiblen PCs mit Gameport oder MIDI-Anschluss anschließen ließen. Die Gameport-Version lässt sich leicht modifiziert auch am Apple II betreiben.
Die aktuelle PC-Version wird zeitgemäß an der USB-Schnittstelle angeschlossen. Sehr zum Unmut vieler Benutzer gibt jedoch die USB-Elektronik der ersten Version des Competition Pro nur 12,5 Mal pro Sekunde den Richtungs- und Feuerknopfstatus an den Computer weiter (üblich sind bei USB-HID-Geräten 100 Abfragen pro Sekunde). Bei einer Abfrage seitens des Computers mit einer Frequenz von 50 Abfragen pro Sekunde kommt es hierdurch zu Fehlern, mitunter werden Feuerknopfdrücken oder sehr schnelle Richtungswechsel nicht erkannt. Der Joystick ist daher für sehr reaktionsschnelle Spiele weniger geeignet. Dieses Problem wurde mit einer Nachfolgeversion behoben, indem die Frequenz auf 125 Abfragen pro Sekunde erhöht wurde. Allerdings gibt es auch Rezensionen, welche sagen, dass der Widerstand beim Klicken und Bewegen des eigentlichen Sticks zu hoch sei.

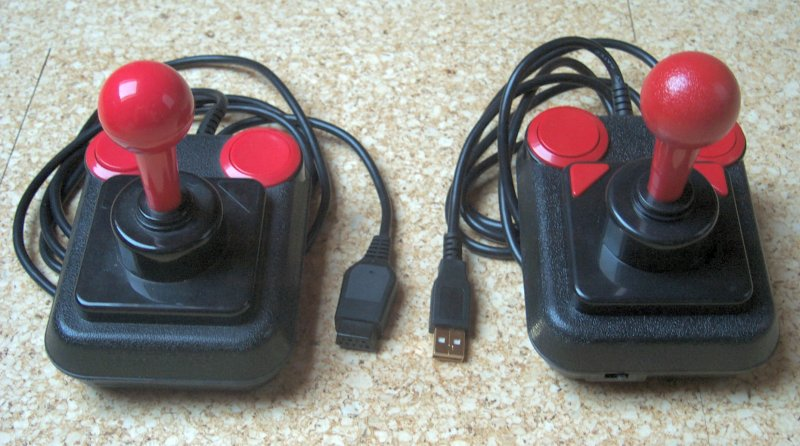
Links das Modell mit einem 9-Pin-D-SUB-Anschluss, rechts das mit einem USB-Anschluss
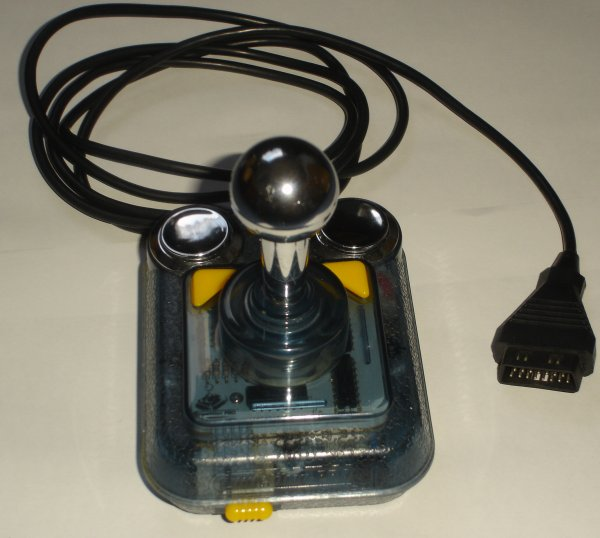
Variante für Gameport-Anschluss

## Hersteller
Hersteller der ursprünglichen Modelle war die Firma Kempston Micro Electronics aus Kempston, Vereinigtes Königreich.
Das Originalmodell wurde von der Firma Dynamics Marketing GmbH aus Hamburg verkauft, einem Vertrieb für Computerspiele. 1986 lag der Verkaufspreis für einen Competition Pro bei 49,- DM. 1993 musste Kempston Micro Electronics schließen, womit auch die Produktion eingestellt wurde.
Ab 2004 wurde in Deutschland die USB-Version SL-6603 von der Firma Speedlink vertrieben. Inzwischen  stellt der Hersteller Speedlink die USB-Variante für den Onlinehändler Koka her.
Individual Computers bietet, in Zusammenarbeit mit Speedlink, eine Neuauflage des Joysticks unter den Namen Competition Pro Retro an. Der Competition Pro Retro verfügt, wie der originale Joystick, über ein 9-poliges D-Sub-Kabel und lässt sich somit an alten Computer-Systemen von Commodore, Amiga, Amstrad und Atari betreiben.